# Сан Мауро Пасколи
Сан Мауро Пасколи (итал. San Mauro Pascoli) је насеље у Италији у округу Форли-Чезена, региону Емилија-Ромања.
Према процени из 2011. у насељу је живело 8372 становника. Насеље се налази на надморској висини од 18 м.

## Становништво
| 1951. | 1961. | 1971. | 1981. | 1991. | 2001. | 2011.  |
| ----- | ----- | ----- | ----- | ----- | ----- | ------ |
| 3.890 | 4.572 | 5.867 | 7.185 | 7.986 | 9.435 | 11.090 |